# Vrápenec velký

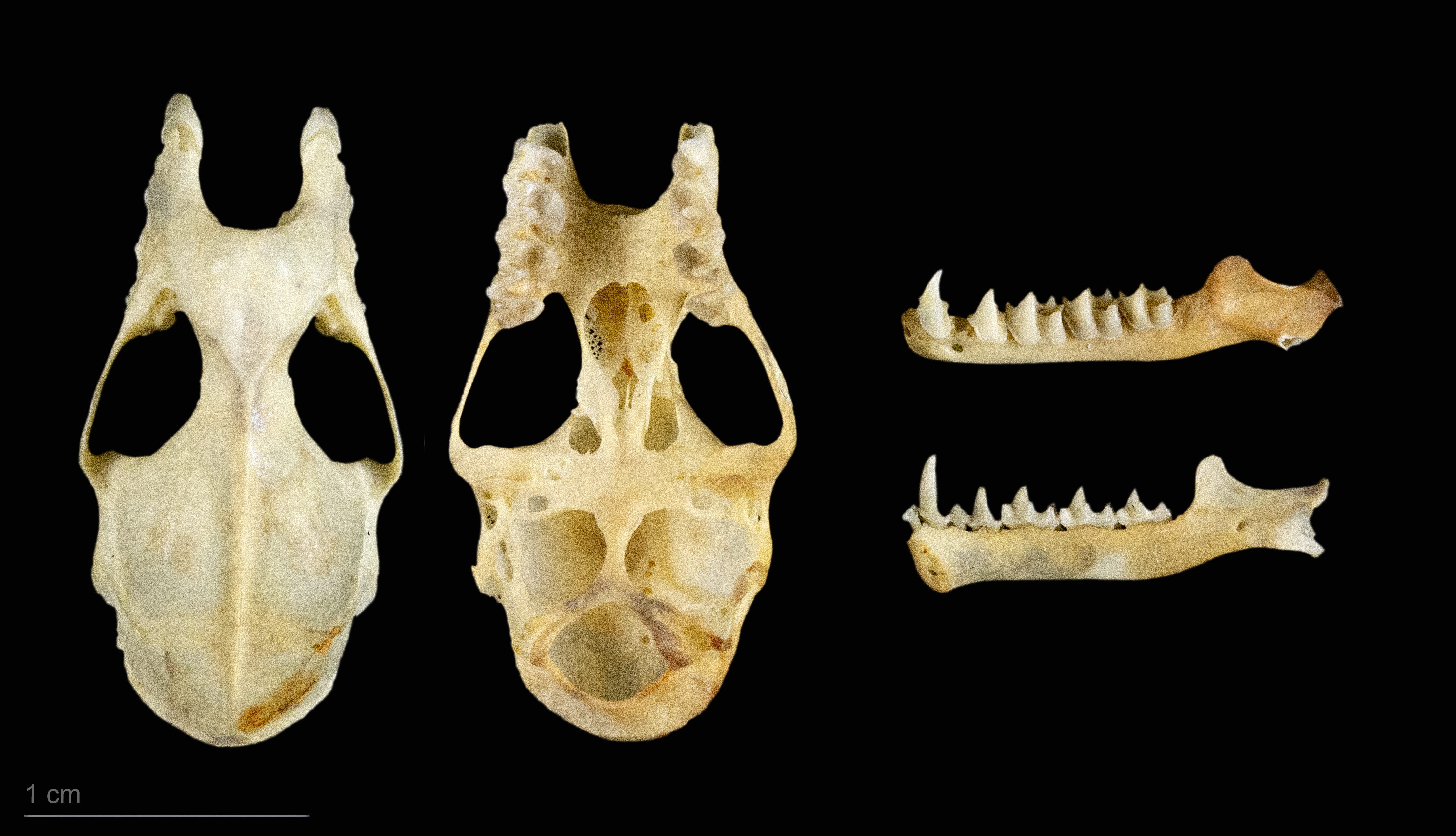
Rhinolophus ferrumequinum

Vrápenec velký (Rhinolophus ferrumequinum) je netopýr z čeledi vrápencovitých. V Evropě se jedná o největšího zde žijícího vrápence. Dosahuje hmotnosti 17–32 g, délky těla (LC) 57–71 mm, věku až 30 let. Echolokace probíhá na frekvenčním rozsahu 77–84 kHz.

## Etymologie
Tvarem zavěšeného těla připomíná podkovu, podle níž získal jméno například v chorvatštině (potkovnjak) a dalších jazycích.